# Código del Partido del Trabajo de Corea
El Código del Partido del Trabajo de Corea (Hangul: 조선 로동당 규약) es el estatuto del Partido de los Trabajadores de Corea (PTC). Establece las reglas de organización y membresía del partido. Según la Carta, el Congreso de PTC es el órgano superior del partido y, junto con la Conferencia de PTC, puede modificar el código. El código define el carácter, la tarea y la metodología del partido. Según él, el Partido se esfuerza por imponer el comunismo en toda la península de Corea. Las revisiones recientes de la Carta han definido el kimilsungismo-kimjongilismo como la ideología del partido.
La primera Carta fue adoptada el 30 de agosto de 1946 en el 1.er Congreso del Partido de los Trabajadores de Corea, el predecesor inmediato del PTC moderno. Desde entonces, todas las conferencias y algunos congresos han revisado las reglas, más recientemente el 7.º Congreso en 2016.
Desde la muerte de Kim Il-sung y la adhesión de Kim Jong-il a la dirección del país, el partido no se ha adherido a la Carta. Después del 6.º Congreso en 1980, los Congresos ya no se celebraron cada cinco años como lo estipula la Carta. Tampoco se celebraron plenarios del Comité Central a intervalos regulares de seis meses. Kim Jong-il también fue elegido secretario general del partido sin observar el procedimiento correcto. En preparación para la sucesión de Kim Jong-un, la Tercera Conferencia en 2010 revisó la Carta para asegurar que él aseguraría el liderazgo tanto en el partido como en el ejército al mismo tiempo. También se hicieron cambios para permitir a la dinastía Kim elegir libremente las fechas de los Congresos. Dicho Congreso, el Séptimo Congreso del Partido, enmendó la Carta otorgando a Kim Jong-un el título de Presidente del Partido de los Trabajadores de Corea en mayo de 2016.